# NGC 6284
NGC 6284 is een bolvormige sterrenhoop in het sterrenbeeld Slangendrager. Het hemelobject werd op 22 mei 1784 ontdekt door de Duits-Britse astronoom William Herschel.

## Synoniemen
- GCL 53
- ESO 518-SC9